# Speak to Me (cançó de Pink Floyd)
Speak to Me és la primera cançó de l'àlbum The Dark Side of the Moon del grup britànic de rock progressiu Pink Floyd. El bateria del grup, Nick Mason, fou l'encarregat de compondre aquesta peça, tot i que el principal compositor del grup era Roger Waters. En una entrevista Waters va dir que havia fet un regal a Mason, fet que va retreure sempre després que marxés del grup.

## Composició
La cançó no té cap mena de lletra, de fet, conté parts de conversa que Pink Floyd va enregistrar a banda, amb una breu performance vocal de Clare Torry a The Great Gig in the Sky, i molts fragments d'efectes sonors. És com una mena d'introducció a l'àlbum i a la primera cançó veritable de l'àlbum, Breathe, era per aquesta raó que les dues peces eren tocades a l'hora a la radiodifusió.

### Efectes sonors
A continuació un resum dels efectes sonors que es poden sentir a la peça:
- Batecs de cor, que també es poden sentir a la fi d'Eclipse
- Les busques d'un rellotge, que també es poden sentir a Time
- Un riure, que també el podem sentir a Brain Damage
- Un helicòpter, que també és present a On the Run
- Crits, que són presents a The Great Gig in the Sky i que foren interpretats per Clare Torry.

## El que es diu
Els fragments de conversa diuen el següent:
"I've been mad for fucking years, absolutely years, been over the edge for yonks, been working me buns off for bands.... 

I've always been mad, I know I've been mad, like the most of us are... very hard to explain why you're mad, even if you're not mad..."